# Velma Dinkley
Velma Dace Dinkley este un personaj fictiv al desenelor animate americane Scooby Doo. 
Deși este cea mai tânără din grup, Velma este cea mai inteligentă, perspicace și capabilă de a alcătui planuri pentru a prinde răufăcătorii. Are părul roșcat și poartă mereu un pulover portocaliu, fustă vișinie și ciorapi portocalii. Nu vede prea bine fără ochelari. Când Scooby-Doo și Shaggy sunt prea speriați și nu vor să fie ei momeala, Velma le oferă câte-un „Scooby Snack”. Este probabil cel mai important membru din gașcă. Expresia ei este “Jinkies!”. O folosește când este uimită de ceva sau este speriată de ceva anume.

## Actori
Velma a fost jucată de:
- Nicole Jaffe (1969–1973; filme din 2003)
- Pat Stevens (1976–1 decembrie 1979; 23 decembrie 1979)
- Marla Frumkin (8 decembrie 1979–1984)
- Christina Lange (1988–1991)
- Betty Jean Ward (1997–iulie 2002)
- Mindy Cohn (august 2002–iulie 2015; septembrie 2015 + reclamă Halifax din 2017)
- Linda Cardellini (filme live-action din 2002 și 2004; joc video Scooby-Doo 2: Monsters Unleashed (Video Game) din 2004; 2005, 2012 și 2018 în Robot Chicken)
- Stephanie D'Abruzzo (filmul Scooby-Doo! The Mystery Map din iulie 2013)
- Kate Micucci (august 2015–prezent)
- Gina Rodriguez (2020 în Scoob)
- Hayley Kiyoko (filme live-action din 2009 și 2010)
- Sarah Gilman (film live-action din anul 2018)
- Lori Alan (1999 în Family Guy)
- Krystal Harris (cântând în Scooby Doo și Legenda Vampirului din 2003)
- Lauren Kennedy (Mica Velma în Scooby-Doo 2: Monștrii dezlănțuiți din 2004)
- Julie Nathanson (2011 în MAD)
- Bets Malone (cântând în Scooby Doo! Muzica vampirilor din 2012)
- Grey DeLisle-Griffin (2013 în MAD)
- Meredith Salenger (2013 în MAD)
- Clare Grant (2016 și 2019 în Robot Chicken)
- Trisha Gum (2019 în The Lego Movie 2: The Second Part)